# Oskar Jonson i Remröd
Johan Oskar Jonson (i riksdagen kallad Jonson i Remröd), född 19 juni 1869 i Hjo landsförsamling, Skaraborgs län, död 24 april 1926 i Stora Malms församling, Södermanlands län, var en svensk lantbrukare och politiker för Lantmanna- och borgarpartiet. Han var ledamot av andra kammaren 1921.